# Bill Maher
William (Bill) Maher jr. (uitgesproken: /mɑɹ/) (New York, 20 januari 1956) is een Amerikaans komiek, acteur, presentator, televisieproducent, filmproducent en auteur.

## Biografie
Maher studeerde Engels aan Cornell-universiteit, te Ithaca in de staat New York. 
Hij is stand-upcomedian en werd bekend als presentator van het politiek satirische programma Politically Incorrect, dat eerst door Comedy Central en daarna door ABC uitgezonden werd. Voor HBO presenteert hij na zijn vertrek bij ABC sinds 2003 het vergelijkbare programma Real Time with Bill Maher. 
Samen met regisseur Larry Charles heeft hij de documentaire Religulous gemaakt waarin hij zijn visie op religie op satirische wijze duidelijk maakt. 
Sinds 2022 maakt hij daarnaast de grotendeels niet politieke podcast Club Random waarin hij telkens een bekende gast ontvangt. Te gast waren onder meer Quentin Tarantino, Jimmy Kimmel, Bella Thorne, Mike Tyson, Niki Glaser en William Shatner.
Maher is met 22 nominaties zonder de award te winnen recordhouder van het aantal Emmy-nominaties zonder winst. Elf van de nominaties ontving hij voor Politically Incorrect en negen voor Real Time. De overige twee nominaties waren voor twee van zijn HBO-comedy specials: I'm Swiss en Bill Maher: The Decider.
Op 14 september 2010 kreeg Maher een ster op de Hollywood Walk of Fame.

## Standpunten
Kenmerkend voor Maher is zijn tegenstand van politieke correctheid en zijn liberale politieke opvattingen. Hij is een voorstander van het homohuwelijk, legalisatie van cannabis en dierenrechten en is lid van de People for the Ethical Treatment of Animals (PETA).